# Дядо Йоцо гледа
„Дядо Йоцо гледа“ е разказ от класическия български писател Иван Вазов, публикуван в сборника „Видено и чуто“ през 1901 г.

## Памет
През 2005 г. на скалите край село Очиндол е издигнат паметник на Дядо Йоцо. Негови автори са скулпторите Георги Тишков и Моника Игаренска.
На Дядо Йоцо е наречена улица в квартал „Симеоново“ в София (Карта).